# Associazione Calcio Dilettantistica Campodarsego
L'Associazione Calcio Dilettantistica Campodarsego, meglio nota come Campodarsego, è una società calcistica italiana con sede a Campodarsego. Milita in Serie D, la quarta divisione del campionato italiano.

## Storia
La società venne fondata nel 1974, col nome di Associazione Calcio Reschigliano. Nel 2002 si ha la fusione tra l'A.C. Reschigliano e l'U.S. Campodarsego che danno vita alla nuova società denominata Associazione Calcio Dilettantistica Alta Padovana. Nel 2007 cambia denominazione in Associazione Calcio Dilettantistica Campodarsego.
Ha disputato per la prima volta l'Eccellenza nella stagione 2010-2011.
Al termine del torneo di Eccellenza Veneto 2014-2015 ottenne la prima storica promozione in Serie D.
Nel 2017-2018 vince la Coppa Italia di Serie D battendo in finale il San Donato Tavarnelle per 5-4 dopo i calci di rigore.
Nella stagione 2019-2020 il club ottiene la prima storica promozione in Serie C, ma in seguito ha dovuto rinunciare alla promozione a causa di problemi economici.

## Colori e simboli

### Colori
I colori sociali del Campodarsego sono il bianco e il rosso. Tradizionalmente la prima maglia adotta queste colorazioni.

### Simboli ufficiali

#### Stemma
Lo stemma della squadra è uno scudo biancorosso. Nella parte superiore è indicato il nome della squadra, mentre al centro nello scudo si trova l'anno di fondazione (1974).

## Strutture

### Stadio
Il Campodarsego gioca le gare interne allo stadio Gabbiano.
La capienza dell'impianto è di 1 200 posti suddivisi tra una tribuna centrale non coperta lato est e una gradinata scoperta lato nord, che funge da settore ospiti.

## Palmarès

### Competizioni nazionali
- Coppa Italia Serie D: 1

2017-2018

### Competizioni interregionali
- Serie D: 1

2019-2020 (girone C)

### Competizioni regionali
- Eccellenza: 1

2014-2015 (girone A)
- Coppa Italia Dilettanti Veneto: 1

2014-2015

### Competizioni giovanili
- Campionato Nazionale Under-17: 1

2022-2023 (Dilettanti)

## Statistiche e record

### Partecipazione ai campionati
| Livello | Categoria | Partecipazioni | Debutto   | Ultima stagione | Totale |
| ------- | --------- | -------------- | --------- | --------------- | ------ |
| 4º      | Serie D   | 11             | 2015-2016 | 2025-2026       | 11     |

### Partecipazione alle coppe
| Competizione            | Partecipazioni | Debutto   | Ultima stagione | Totale |
| ----------------------- | -------------- | --------- | --------------- | ------ |
| Coppa Italia            | 2              | 2016-2017 | 2018-2019       | 2      |
| Coppa Italia Serie D    | 10             | 2015-2016 | 2025-2026       | 10     |
| Coppa Italia Dilettanti | 3              | 1984-1985 | 2014-2015       | 3      |